# Unterhörlbach
Unterhörlbach ist ein Gemeindeteil der Stadt Abensberg im niederbayerischen Landkreis Kelheim.

## Lage
Der Weiler Unterhörlbach liegt in der Hallertau etwa drei Kilometer südöstlich von Abensberg und etwa einen Kilometer östlich von Biburg an der Kreisstraße KEH 22 auf der Gemarkung Hörlbach.

## Geschichte
Unterhörlbach bildete mit Ober- und Mitterhörlbach den Ort Hörlbach, wo das Kloster Biburg 1294 einen Hof erwarb. Das Güterverzeichnis von 1300 lässt bereits die Dreiteilung in Ober-, Mitter- und Unterhörlbach erkennen, allerdings wurde noch im Konskriptionsjahr 1752 die Dorfschaft Hörlbach mit 21 Anwesen als Ganzes behandelt.
Ab der Gemeindebildung 1818 war Unterhörlbach ein Ortsteil der Gemeinde Hörlbach im Landgericht Abensberg und wurde mit dieser 1975 im Zuge der Gebietsreform in Bayern in die Stadt Abensberg eingegliedert.

## Baudenkmäler
Siehe auch: Liste der Baudenkmäler in Unterhörlbach
- Filialkirche St. Georg: Die Mauern des gotischen Bauwerks sind im Langhaus auf zwei Drittel der Höhe frühgotisch. Altar und Kanzel stammen aus dem 17. Jahrhundert, ein Tafelbild Heilige Drei Könige an der Empore von um 1480.